# Mimmi Spång
Katarina Margareta Spång, född 4 maj 1973, mer känd under namnet Mimmi Spång, är en svensk filmproducent och produktionsledare.  Hon har varit involverad i och producerat flera filmer, bland annat de svenska filmerna Sebbe  och Call Girl. 

## Utbildning
Spång tog examen från Stockholms konstnärliga högskola (SADA) 2001 (tidigare känd som Stockholms dramatiska högskola).

## Karriär
Efter sin examen arbetade Spång på Memfis Film i tre år och deltog i projekt som Zozo  och Kopps. Sedan 2007 driver hon produktionsbolaget Garagefilm International som hon grundade tillsammans med Rebecka Lafrenz. 2010 fick bolaget förstärkning av producenten Anna-Maria Kantarius. 
2011 valdes Spång och Lafrenz av Svenska Filminstitutet att representera Sverige i European Film Promotions (EFP) Producers on the Move vid filmfestivalen i Cannes. 

## Utmärkelser i urval
- 2003 - Guldbagge för bästa kortfilm, Viktor och hans bröder (producent)
- 2006 - Silverbjörnen & Bästa debutfilm, En såpa (coproducent), Filmfestivalen i Berlin
- 2011 - Guldbagge för bästa film, Sebbe (producent)
- 2011 - Lorenspriset, Sebbe (producent)
- 2013 - Årets film, Cockpit (producent), QX-galan

## Filmografi[8][9]
| Film                               | År   | Roll                     |
| ---------------------------------- | ---- | ------------------------ |
| Shocking Truth                     | 2000 | Efterarbetsansvarig      |
| Ordinary Americans                 | 2001 | Producent                |
| Besvärliga människor               | 2001 | Produktionsassistent     |
| Viktor och hans bröder             | 2002 | Producent                |
| Kopps                              | 2003 | Produktionsledare        |
| The Apple Tree                     | 2003 | Produktionsledare        |
| Elixir                             | 2004 | Producent                |
| Zozo                               | 2005 | First Assistant Director |
| Krama mig                          | 2005 | Produktionskoordinator   |
| En fråga om liv och död            | 2006 | Producent                |
| Holly Hallonsten ger igen          | 2006 | Producent                |
| En såpa                            | 2006 | Coproducent              |
| Jag förstår inte                   | 2008 | Producent                |
| Himlens hjärta                     | 2008 | Exekutiv producent       |
| Äpplet & masken                    | 2009 | Producent                |
| Behandlingen                       | 2009 | Producent                |
| Lidingöligan                       | 2009 | Producent                |
| Småvilt                            | 2009 | Producent                |
| Sebbe                              | 2010 | Producent                |
| Call Girl                          | 2012 | Producent                |
| Cockpit                            | 2012 | Producent                |
| De närmaste                        | 2012 | Producent                |
| Ekspeditionen til verdens ende     | 2013 | Samproducent             |
| Pioneer                            | 2013 | Samproducent             |
| Flugparken                         | 2014 | Producent                |
| Mini                               | 2014 | Exekutiv producent       |
| Nånting måste gå sönder            | 2014 | Exekutiv producent       |
| Det vita folket                    | 2015 | Exekutiv producent       |
| I Remember When I Die              | 2015 | Exekutiv producent       |
| Min lilla syster                   | 2015 | Exekutiv producent       |
| My Name Is Emily                   | 2015 | Samproducent             |
| Golden Girl                        | 2016 | Producent                |
| Jätten                             | 2016 | Exekutiv producent       |
| Skuggdjur                          | 2017 | Exekutiv producent       |
| Charmören                          | 2017 | Samproducent             |
| Smågodis, katter och lite våld     | 2018 | Exekutiv producent       |
| Guds tystnad                       | 2018 | Exekutiv producent       |
| Hjärtat                            | 2018 | Producent                |
| Amatörer                           | 2018 | Exekutiv producent       |
| Morden i Kongo                     | 2018 | Coproducer               |
| 4032 Soluppgångar                  | 2018 | Exekutiv producent       |
| Selvmordsturisten                  | 2019 | Samproducent             |
| Ring Mamma!                        | 2019 | Exekutiv producent       |
| Psykos i Stockholm                 | 2020 | Exekutiv producent       |
| Kød & blod                         | 2020 | Associerad producent     |
| Sick of Myself                     | 2022 | Samproducent             |
| Godland                            | 2022 | Samproducent             |
| Kobieta na dachu (Kvinna på taket) | 2022 | Samproducent             |
| Slow                               | 2023 | Samproducent             |
| Hypnosen                           | 2023 | Producent                |
| Taelgia                            | 2023 | Producent                |
| Min fantastiske fremmede           | 2024 | Samproducent             |
| Painkiller                         | 2024 | Exekutiv producent       |